# Daulia afralis
Daulia afralis là một loài bướm đêm trong họ Crambidae.